# Pocillopora mauritiana
Espèce
Pocillopora mauritiana est une espèce de coraux appartenant à la famille des Pocilloporidae.

## Habitat et répartition
Pocillopora mauritiana est un coraux de l'océan Indien (république de Maurice).